# Creed II (colonna sonora)
Il film del 2018 Creed II vanta due colonne sonore: la prima, Creed II: The Album, realizzata con brani creati dal produttore hip hop Mike Will Made It e la seconda, Creed II: Original Motion Picture Soundtrack, colonna sonora originale prodotta da Ludwig Göransson.
| Recensione | Giudizio |
| ---------- | -------- |
| HipHopDX   | [ 1 ]    |
| Pitchfork  | [ 2 ]    |

## Tracce
1. Amen (Pre Fight Prayer) (feat. Lil Wayne) – 2:03 – Mike Will Made It, Andrew Wyatt
2. Do You Need Power? (Walk Out Music) (Bon Iver) – 1:57 – Mike Will Made It, Qwyatt Mystique
3. We Can Hit (Round 1) (feat. Crime Mob &Slim Jxmmi) – 4:12 – Mike Will Made It, Lil Jay on the Track
4. Kill 'Em feat. Success (feat. Eearz, Schoolboy Q & 2 Chainz) – 4:23 – Mike Will Made It, B Rackz, C Millz
5. Check (feat. Nas & Rick Ross) – 3:38 – Mike Will Made It, Blue Cheeze
6. Fate (feat. Young Thug & Swae Lee) – 4:24 – Mike Will Made It, Pluss
7. Shea Butter Baby (Ari Lennox & J. Cole) – 3:31 – Elite, Shroom (prod. agg.)
8. The Mantra (feat. Pharrell & Kendrick Lamar) – 4:15 – Mike Will Made It, Harris
9. Watching Me (feat. Rae Sremmurd & Kodak Black) – 4:19 – Mike Will Made It, Göransson
10. F.I.G.H.T. (feat. Eearz, Gucci Mane, YG, Trouble, Quavo & Juicy J) – 6:32 – Mike Will Made It, Lil Jay on the Track
11. Runnin (feat. ASAP Rocky, ASAP Ferg & Nicki Minaj) – 2:13 – Mike Will Made It, Pluss, Göransson
12. Midnight (feat. Tessa Thompson & Gunna) – 3:38 – Mike Will Made It, Göransson
13. Bless Me (Demo) (Ama Lou) – 3:12 – Nez & Rio
14. Ice Cold (Final Round) (feat. Vince Staples & Ludwig Göransson) – 2:06 – Mike Will Made It, Göransson, Pluss, Staples
15. Love Me Like That (Champion Love) (Ella Mai) – 3:31 – Anthony Burrell

## Classifiche
| Classifica (2018)         | Posizione massima |
| ------------------------- | ----------------- |
| Canada                    | 63                |
| Paesi Bassi               | 115               |
| Stati Uniti               | 49                |
| US Top R&B/Hip-Hop Albums | 23                |

## Colonna sonora originale
1. Drago – 3:34
2. Wheeler Fight – 2:32
3. Yo? Is That a Yes? – 1:27
4. The Public Challenge – 4:04
5. Time Tick (Tessa Thompson) – 2:58
6. You Think I'm Going to Lose – 2:58
7. Balanced Breakfast – 1:31
8. Ice Cold (with Vince Staples) – 2:10
9. Under Water – 2:01
10. Adonis and Amara – 2:27
11. You Might Find Me (with Jacob Banks) – 1:19
12. Runnin (featuring ASAP Rocky) – 5:04
13. Drago's Walk Out – 1:59
14. I Will Go to War (Tessa Thompson) – 1:37
15. Fight in Moscow – 6:14
16. It's Your Time – 5:28
17. Family Visit – 3:26